# Comparaison entre le jaïnisme et l'hindouisme
 (décembre 2015).
- Si vous ne connaissez pas le sujet, laissez ce bandeau (vous pouvez alors contacter les auteurs).
- Si vous supprimez le contenu mis en cause (vous pouvez préalablement contacter les auteurs),

argumentez précisément cette suppression dans la page de discussion
(un manque de référence n'est pas un argument ; une recherche réelle de référence doit avoir été effectuée, être formellement documentée).
 (novembre 2006).
Étant donné que ces deux religions n'ont pas quitté, d'une façon importante et sur le très long terme, leur sphère d'influence traditionnelle, c'est-à-dire l'Inde, il est évident que les aspects de la vie sociale et religieuse des jaïns et des hindous peut paraître, aux yeux d'un occidental, assez similaires, voire sans aucune dissemblance. Mais si l'on s'attache à comparer attentivement ces deux grands courants philosophiques, nous discernerons très vite notre erreur.  

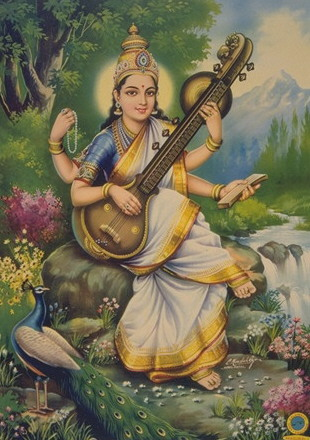
La « devi » Sarasvati, déesse de la Sagesse et de la Connaissance et des Arts, est une déesse très respectée par les jaïns, au même titre que Lakshmi, déesse de la richesse de la prospérité et de la fertilité

- les jaïns n'acceptent pas les textes sacrés de l'hindouisme (« Véda », « SmRti », « Purana ») et les hindous ne reconnaissent aucune écriture du jaïnisme.

- Les jaïns considèrent que l'univers est éternel, confronté naturellement à une infinité de cycles, alors que les hindous pensent qu'il a été créé, soumis lui aussi à une multitude de cycles, cycles engendrés par des dieux, eux-mêmes engendrés nécessairement par les cycles.

- Les jaïns vénèrent ceux qui ont conquis leur idéal suprême, et sont arrivés, par eux-mêmes, à la divinité. Le culte jaïna, extérieur et intérieur, a une simple valeur subjective et aide le fidèle à la concentration de son esprit sur l'exemple de ces êtres parfaits - Les 24 Tirthankara(« faiseurs de gué » ou prophètes dont le dernier est Mahâvîra), les Jina (« vainqueurs spirituels ») ou Siddha jiva (« âme libérée ») - afin de les imiter, si ce n'est pas dans cette vie, dans une autre. Contrairement aux hindous qui révèrent différents dieux, pouvant être compris selon les dénominations comme les formes du Brahman (le Soi Universel).

- Les jaïns considèrent que pour obtenir le salut, pour être libéré de l'océan des naissances et des morts, il faut être né homme, et de par son aptitude d'être humain, on peut se libérer. Les hindous, quant à eux, pensent que l’assistance des dieux est très utile sinon nécessaire pour accéder au salut.

- La voie du salut dans le jaïnisme est simple et unique, décomposée en trois « joyaux » qui peuvent être suivis par tous, mais toujours selon ses capacités et son degré de motivation, qui lui-même dépend du bon ou mauvais karma accumulé dans les vies passées : la Foi juste, la Connaissance juste, et la Conduite juste, cette dernière étant divisée par le code moral universel des cinq vœux principaux. De son côté, l'hindouisme propose plusieurs voies engendrées par divers gurus ou « maîtres spirituels », et cela de tous temps.

- Les jaïns considèrent le karma comme une forme spéciale de matière qui a la capacité de s'incorporer à l'âme. C'est une sorte de lien entre l'âme spirituelle, immatérielle, éternelle et entre le corps, le monde, matériels, impermanents, tous deux soumis aux changements, donc à la souffrance. Les hindous estiment que le karma est un pouvoir invisible assimilé complètement avec l'âme.

- Pour les jaïns, l'âme libérée réside éternellement au sommet de l'univers, dans le bonheur excellent, tout en conservant son individualité. Pour un hindou, l'âme libérée, qui était jusque-là individuelle et par conséquent soumise aux transmigrations, se fond ou rejoint l'âme universelle, le Brahman.

- Les choses religieuses jaïnas comme les temples, les fêtes, les pèlerinages, les cérémonies, les divinités ainsi que les concepts religieux sont le plus souvent différents de ceux des hindous.

- Les pratiques religieuses connues dans l'hindouisme comme l'adoration des arbres, la vénération à la queue d'une vache, des fleuves : (deux traditions préaryennes, c'est-à-dire dravidiennes), etc. sont considérés par les jaïns comme des superstitions (mudhata) à éviter absolument. Les hindous considèrent qu'il s'agit d'un hommage aux dieux.

- Alors que la société védique se composait de quatre classes, varna, celle des Brahmanes (les « lettrés », « prêtres »), celle des « guerriers » (kshatriya), celle des « paysans »(vayshya) et celle des « serfs » (shudra) et a engendré de forts clivages de la société indienne durant l'Antiquité, Mahāvīra, tout en reconnaissant la division de la société en ces quatre classes (les « castes » ou jati concernent le monde socioprofessionnel et non socioreligieux), basa celles-ci sur les activités exercées par les gens, et non sur leur naissance. Chez les jaïns, les pratiques religieuses sont observables par tous, femmes ou « serfs » (shudra), car les règles religieuses sont communes à tous les jaïns, sans hérédité, avec la liberté de choisir sa profession.

- À propos de l'« Être », les adeptes de Védanta considèrent que, dans toute chose, il y a sous-jacent un « Être » unique, permanent, et sans changement. Au contraire, les bouddhistes estiment que toute chose est transitoire. Les jaïns, eux, affirment que l'« Être » est soumis au cycle de la naissance, de l'existence et de la destruction. Ils appellent leur théorie celle des aspects multiples (anekântavada). Cette théorie est en contradiction avec celle des adeptes du Vedânta, qui est celle de la permanence (nityavâda) et avec celle des bouddhistes, qui est celle des états transitoires (kshanikavâda). Les jaïns pensent que les choses qui existent ne sont permanentes que pour ce qui concerne leur substance, mais que leurs qualités ont un commencement et une fin. Cette théorie jaïna de l' « Être » doit être vue en relation avec celle du syâdvâda et du nayavâda[1]. D'après la doctrine du syâdvâda, toute affirmation sur une chose qui existe doit refléter en quelque sorte les multiples aspects de cette chose, c'est-à-dire que toute affirmation métaphysique est correcte, d'un point de vue, mais que l'affirmation contraire est aussi juste, d'un autre point de vue. Selon la doctrine du nayavâda, les jaïns pensent que, dans l'expression des choses, les jugements sont relatifs et qu'ils ne contiennent qu'une partie de la vérité. Cette doctrine, complètement logique de la précédente, est la conséquence de celle de la multitude des aspects de l'« Être ».

Pour conclure sur cette comparaison entre l'hindouisme et le jaïnisme, B.A. Selatore a justement écrit : « Le principe de non-violence a été, pour partie, la cause de la grande influence des Jaïns sur la culture hindoue, en matière de tolérance (et dont le Mahâtmâ Gandhî est le symbole). Quoi que l'on dise sur la rigueur avec laquelle ils ont soutenu leurs dogmes religieux, ou sur la ténacité et l'art avec lesquels ils ont défait leurs opposants, dans les débats religieux, on ne peut nier qu'ils ont encouragé le principe de tolérance, de la façon la plus sincère, et en même temps, avec plus de succès qu'aucune autre communauté en Inde » (Le Jaïnisme de Vilas Adinath Sangave).